# Cassero (Chiusi della Verna)
Il Cassero, o rocca del Conte Orlando Cattani, è una rocca in rovina sullo sperone terminale del Monte della Verna, all'estremità meridionale del monte, sopra la parte più antica del paese; non restano che le mura principali, il che ne fa, insieme con il cassero di Caprese Michelangelo, un esempio caratteristico di rudere medioevale. Prende il nome dal nobiluomo che avrebbe, secondo la tradizione, donato a San Francesco il territorio del Monte della Verna perché vi insediasse un convento.

## Storia
Le prime notizie di un fortilizio risalirebbero a un diploma dell'imperatore del Sacro romano Ottone III (X secolo). Si sa che l'edificio venne ampliato sotto il dominio dei Tarlati di Pietramala, data a cui risale la prospiciente chiesetta di San Michele Arcangelo (XIV secolo). Caduto in rovina, esso guarda anche la podesteria presso cui esercitò il mandato il padre di Michelangelo Buonarroti che era podestà di Caprese e Chiusi per conto di Firenze.